# タイム (エレクトリック・ライト・オーケストラのアルバム)
『タイム』 (Time) は、1981年に発表されたエレクトリック・ライト・オーケストラ（ELO）のアルバム。発売当時のアーティスト名は単に「ELO」とされた。また、邦題は『タイム～時へのパスポート』だった。
前作『ディスカバリー』(1979年)、映画のサウンドトラック『ザナドゥ』(1980年) のヒットを受け、人気、知名度の絶頂期にあった時期に発表された。全英アルバムチャート第1位を獲得。しかしながら全米チャートでは、ツアーの不調もあり、Billboard POP Albums最高位16位に留まり、米国での人気に翳りが差す結果となった。
このアルバムは、「時間」をテーマにしたコンセプト・アルバムで、全曲ジェフ・リンが作詞、作曲、プロデュースを担当している。主人公が1981年から2095年にタイプトリップしたという設定のもとで全体が制作されており、作詞面では、ほぼ全曲（実質的にインストゥルメンタルの「孤独のスペースシップ」を除く）の歌詞に「time」という単語が入っていたり、同じフレーズ（「ivory towers」「plastic flowers」「There’s nothing that is in between」など）が別の曲で使われたりと、ジェフ・リンの作詞家としての能力の高さもうかがえるアルバムとなっている。
作曲・アレンジ・サウンドメイキングの面では、エレポップ的な要素を強めたポップな楽曲が目白押しのアルバムであり、日本国内ではとても人気の高い収録曲「トワイライト」はその代表。
しかし、今までのELOのトレードマークであり、サウンドにプログレ色を生み出していたストリングスを大幅に排除し、シンセサイザー中心のポップロック・バンドに変貌してしまったとして、発売当時、「過度の商業主義に成り下がった」との批判も強かった。
当初は2枚組を目指して制作されていたが、レコード会社(JET Records)の強い希望によりシングルアルバムとして発売された。アルバム未収録だった楽曲3曲はシングルB面などでの発表を経て、2001年発売のリマスター版に収録された。
本作品は、これまで以上にレコード会社やマネージメント(Don Arden)の干渉が強くなったにもかかわらず、米国において期待したほどのセールス結果を残すことができなかった。このことは、その後のELO(特にジェフ・リン)の活動に大きな影を落とすことになっていく。
なお、ELOは『ディスカバリー』制作後、サントラ盤である『ザナドゥ』を除いて3枚のアルバムを制作するとの契約に縛られていたとされる。その早期達成を望んだジェフは、『タイム』や次作『シークレット・メッセージ』で2枚組を制作しようとするが、レコード会社などに阻まれ、いずれも1枚モノでの発売を余儀なくされている。

## 収録曲
1. プロローグ - Prologue
2. トワイライト - Twilight
  - シングルカットされた。日本におけるタイアップが多い。
3. ロスト・ワールド2095 - Yours Truly, 2095
  - アルバム内でも随一のテクノサウンド。恋人を現代に残し2095年の世界にタイムトラベルを余儀なくされた青年が、恋人にそっくりのIBM製ロボットと恋をするという歌詞。
4. チケット・トゥ・ザ・ムーン - Ticket To The Moon
  - 「ヒア・イズ・ザ・ニュース」と両A面でシングルリリースされた。歌詞では、未来にいる主人公が、この曲が発表された80年代を懐かしんでいる。
  - この曲では主人公が「サテライト2」から月へと飛び立とうとしており、一方、「ヒア・イズ・ザ・ニュース」では「誰かがサテライト2を飛び出した」「それは君かもしれない」と歌われていて、2つの曲の世界がかなり直接的・具体的に連関している。
5. タイム・トラベラー - The Way Life's Meant To Be
  - シングルカットされた。Verse部分の歌い出しのメロディーは『アウト・オブ・ザ・ブルー』収録の「国境の彼方」とよく似ているほか、同じメロディーを『フロム・アウト・オブ・ノーウェア』収録の「タイム・オブ・アワー・ライフ」のギター・ソロが出だしでなぞっている。
6. 孤独のスペース・シップ - Another Heart Breaks
  - メロディはギターのように聞こえるが、実はリチャード・タンディがオーバーハイムXaシンセサイザーで弾いている。
7. さらばロンリー・レイン - Rain Is Falling
  - アメリカでシングルカットされたが、チャートインしなかった。雨をテーマにしたバラードナンバー。
曲中には童謡である「Rain Rain Go Away」と「It's Raining, It's Pouring」が挿入されている。
8. エンド・オブ・ザ・ワールド - From The End Of The World
  - ディスコナンバー。前曲及び次曲とはメドレー。
9. ライツ・ゴー・ダウン - The Lights Go Down
10. ヒア・イズ・ザ・ニュース - Here Is The News
  - 「チケット・トゥ・ザ・ムーン」と両A面でシングルリリースされた。
11. 21世紀の男 - 21st Century Man
  - verse部分のコード進行が「プロローグ」と、ほぼ同じ。
12. ホールド・オン・タイト - Hold On Tight
  - シングルカットされ、大ヒットを記録。レコード会社からの「ニューアルバムには、次の『Don't Bring Me Down』となるようなヒット曲を必ず収録するように」という強う要望に応える形で、アルバム完成後に急遽ジェフ・リンが書き下ろして追加したもので、本来アルバムにこのトラックは存在しなかった。
  - 第3verseのフランス語は第1verseの英語と同じ意味。仏訳者としてクレジットされている「ギレーヌ（Ghislaine）」は、ジェフ・リンの家庭でナニーを務めていたフランス語話者の女性だとされる。
13. エピローグ - Epilogue
  - サウンドづくりがポール・マッカートニー＆ウィングスの「クロスロードのテーマ」と共通しており、“いかにも終曲”という曲。「21世紀の男」のサビも繰り返される。

リマスター盤のボーナス・トラック
1. バウンサー　　The Bouncer
  - 「シークレット・メッセージ」からのシングル「フォー・リトル・ダイアモンド」B面とは別ミックス。『タイム』では当初、「ホールド・オン・タイト」の位置に据えられる曲だったという説があり、歌詞は確かに、長い旅（時間旅行）から戻った男（バウンサー）が、恋人に語りかける（あるいは、そのように夢想する）という内容で、アルバムの実質的終曲にふさわしい。
2. ホエン・タイム・ストゥッド・スティル　　When Time Stood Still
  - シングル「ホールド・オン・タイト(Hold On Tight)」B面。元々アルバムに収録予定であった。『タイム』ではA面の最後に置かれるはずが、「孤独のスペースシップ」に差し替えられたとの説がある。
3. ジュリー・ドント・リヴ・ヒア　　Julie Don't Live Here
  - シングル「トワイライト(Twilight)」B面。ただし、日本では長らく発売されず（あまりにいい曲だったのでB面として出すのはもったいないとレコード会社（CBSソニー）が判断したとの説あり）、幻の名曲とされていた。
  - 曲調やサウンドの面では『ザナドゥ』収録曲と肩を並べるほどポップで、『タイム』収録曲にあるソリッド感、エレポップ感は薄いが、歌詞は『タイム』のコンセプトに沿ったものとなっている。